# Route nationale 613
Pour les articles homonymes, voir Route 613.
La route nationale 613, ou N613, était une route reliant Narbonne à Ax-les-Thermes, elle a été déclassée en départementale depuis 1972.

## Origine
La route nationale N613 a été créé en 1933 pour relier Narbonne, avec les hautes contrées de l'Ariège, elle est la seule route allant du Nord-Est en Sud-Ouest dans le département de l'Aude.
Son trajet est assez tortueux, passant par beaucoup de petits villages, et aussi des sites exceptionnels d'un point de vue touristique, cette route est toujours utile et fréquentée pour relier la capitale ancestrale de l'Aude aux portes des Pyrénées. La Route des cols l'emprunte en partie.

## Déclassement
La loi des finances de 1972 qui autorise le transfert de la gestion des routes nationales aux collectivités territoriales, a provoqué le déclassement de 53 000 km de routes.
- À compter du 1er janvier 1972, les sections de routes nationales figurant dans le document annexe "Etat des sections de routes nationales susceptibles d'être classées dans la voirie départementale" et qui sont situées sur le territoire d'un même département peuvent, après accord du conseil général, être classées globalement dans la voirie départementale par arrêté interministériel.

Cette reforme a donc déclassé la N613 en voie départementale.

## Tracé de Narbonne à Ax-les-Thermes
- Aude
  - Montredon-des-Corbières, N 113 (Carrefour ZI La Plaine)
  - Saint-Julien-de-Septime, (Lieu-dit, près Bizanet)
  - Les Olieux, (Lieu-dit, près Saint-André-de-Roquelongue)
  - Tronc commun avec la D611, entre Thézan-des-Corbières et Les Palais
  - Saint-Laurent-de-la-Cabrerisse
  - Rau du Remouly, (lieu-dit)
  - Talairan
  - Embranchement avec la D23 vers Lagrasse
  - Col de Villerouge (404 m)
  - Villerouge-Termenès
  - Col de la Tranchée (372 m)
  - Félines-Termenès
  - Col de Bedos (485 m)
  - Laroque-de-Fa
  - Col des Fourches (540 m)
  - Mouthoumet
  - Pont d'Orbieu (Lieu-dit, près Lanet)
  - Albières
  - Col du Paradis (622 m)
  - Arques
  - La Parade (Lieu-dit, près Peyrolles)
  - Serres
  - La Sals (Lieu-dit, près Coustaussa)
  - Couiza
  - Tronc commun avec la D118 jusqu'à Quillan
  - Espéraza
  - Campagne-sur-Aude
  - Quillan
  - Tronc commun avec la D117 jusqu'à Ginoles
  - Ginoles
  - Col du Portel (601 m)
  - Coudons
  - Col de Coudons (883 m)
  - La Peyre (Lieu-dit)
  - Belvis
  - Montplaisir (Lieu-dit)
  - Espezel
  - Roquefeuil
  - Belcaire
  - Col des Sept Frères (1 253 m)
  - Camurac
- Ariège
  - Montaillou
  - Prades
  - Col de Marmare (1 361 m)
  - Col du Chioula (1 431 m)
  - Sorgeat
  - Ascou
  - Ax-les-Thermes N 20 E 9

## Tour de France
- En 2001, le Tour de France est passé par la D613, notamment via le Col du Chioula.
- En 2005, la 14e étape du Tour de France (samedi 16 juillet) a emprunté la D613 dans son intégralité, partant de la station balnéaire d'Agde dans l'Hérault  pour arriver au domaine hivernal d'Ax 3 Domaines dans l'Ariège, le vainqueur d'étape a été l'autrichien Georg Totschnig.